# Exocentrus callioides
Exocentrus callioides es una especie de escarabajo longicornio del género Exocentrus, categorizada en la tribu Exocentrini, de la subfamilia Lamiinae. Fue descrita por Pascoe en 1864.

## Descripción
Mide 5 mm de longitud.

## Distribución
Se distribuye por Indonesia, Papúa Nueva Guinea y Filipinas.